# Rivoluzioni del 1848 nell'Impero austriaco
(Klemens von Metternich)
Le rivoluzioni del 1848 nell'Impero austriaco furono una serie di rivolte popolari che si verificarono dal marzo 1848 al novembre 1849.
Gran parte dell'attività rivoluzionaria aveva un carattere nazionalista: l'Impero, governato da Vienna, comprendeva tedeschi, ungheresi, sloveni, polacchi, cechi, slovacchi, ruteni, rumeni, croati, italiani e serbi; tutti i popoli hanno tentato nel corso della rivoluzione di ottenere autonomia, indipendenza o addirittura egemonia su altre nazionalità.
Oltre alle correnti nazionaliste, anche quelle liberali e socialiste si opposero al conservatorismo di lunga data dell'Impero austriaco.

## Storia
Era il 1848: il paese soffriva la fame a causa della scarsa annata e economicamente per il crollo della borsa e per il disordine economico nel quale riversava. Ciò fece crescere negli animi dei colti ceti della società dei risentimenti verso l'incapacità dell'Imperatore Ferdinando I d'Austria e soprattutto del Cancelliere di Stato Metternich, il quale si proponeva come leader dell'antinazionalismo.
Le varie nazionalità dell'Impero asburgico, volevano acquisire la piena indipendenza (quando fosse stato possibile) dallo stato sovranazionale messo in piedi dagli Asburgo; questo sentimento era onnipresente soprattutto in Ungheria, percorsa da un acceso sentimento nazionalistico, e in Italia, dove gli austriaci erano visti come invasori.
In tutto il Lombardo-Veneto scoppiarono rivolte che sfociarono nella Prima guerra d'indipendenza italiana, appoggiate dal Regno di Sardegna che scese poi in campo aperto contro gli austriaci e combattuta dal 23 marzo 1848 al 22 agosto 1849. I territori italiani in mano agli austriaci erano sotto il controllo del feldmaresciallo Josef Radetzky, un veterano delle guerre contro i turchi e di quelle napoleoniche; questi era comandante supremo delle armate asburgiche nel Regno Lombardo-Veneto e dopo molti scontri con i rivoltosi e con i piemontesi riuscì a riprendere possesso di Milano, e di tutto il Veneto, nel quale però si proclamò indipendente la Repubblica di San Marco.

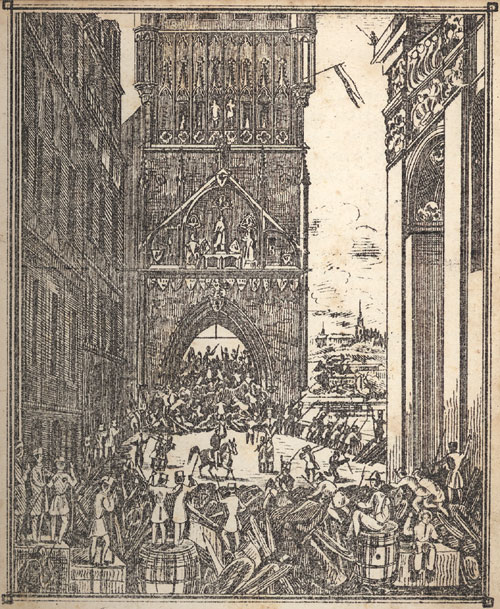
Rivoltosi boemi che manifestano a Praga

A Vienna invece, il 13 marzo, in occasione della riunione della Dieta, una folla di studenti universitari protestò chiedendo un governo più liberale, la cacciata di Metternich dalla Cancelleria imperiale e una costituzione accalcandosi presso il complesso dell'Hofburg, il Palazzo imperiale. Le truppe chiamate a sgomberare la folla vennero accolte da lanci di oggetti e aprirono il fuoco sui manifestanti, causando cinque morti. Parte dell'esercito, specialmente la guardia civile borghese, si rifiutò di seguire gli ordini, e il 15 marzo l'imperatore fu costretto ad accettare le dimissioni di Metternich, che fu sostituito nel ruolo di cancelliere dal più liberale Franz Anton von Kolowrat-Liebsteinsky, precedentemente ministro dell'Interno. Scoppiarono rivolte anche a Praga ma data la disorganizzazione dei rivoltosi, vennero presto soffocate dall'ancora fedele esercito boemo.
Il 17 maggio, visto il continuare degli scontri a Vienna, l'Imperatore Ferdinando e la sua corte si trasferiscono a Innsbruck, lasciando la città in mano ai militari. Vista la determinazione dei ribelli, venne affidato il compito di sopprimere la rivolta viennese al Generale, poi Feldmaresciallo Windisch-Graetz, che vi riuscì e a metà agosto l'imperatore poté tornare trionfalmente nella capitale. In settembre, l'imperatore conferma la nomina a bano di Croazia di Jellacic, che marcia con 40 000 uomini contro i rivoltosi in Ungheria, dove però l'esercito non si dimostra all'altezza e l'11 settembre fallisce nel prendere Buda e Pest. Il 21 settembre viene istituito il Comitato di Difesa Nazionale Ungherese con a capo Lajos Kossuth che, grazie all'esercito ungherese, fronteggia le incursioni di Jellacic con successo. A Vienna, il 6 ottobre, viene dato fuoco agli edifici che simboleggiavano il potere imperiale. Viene anche linciato e impiccato a un lampione il ministro della guerra Theodor Franz Baillet-Latour nel tentativo di impedire la partenza dell'esercito imperiale per l'Ungheria, a cui tuttavia viene ordinato di evacuare la città. I rivoltosi con Vienna sotto controllo falliscono nel trovare supporto nelle provincie circostanti, e quando Jelacic e Windisch-Graetz ritornano a Vienna in Novembre la città venne messa sotto assedio. Circa 200 cannoni aprirono il fuoco e una volta aperta una breccia l'esercito imperiale riuscì facilmente a sbaragliare i rimanenti uomini che si erano arroccati dietro le barricate costruite durante l'occupazione della città.
Intanto la famiglia imperiale, di nuovo evacuata a Innsbruck, si spostò in Boemia, dove venne radunata una Camera dei Primi Ministri, presieduta dal Cancelliere Felix von Schwarzenberg, che aveva il compito di creare una costituzione. Quando questa venne ufficializzata su tutte le terre asburgiche nello stesso 1849, in Ungheria venne proclamata l'indipendenza sotto la guida di Kossuth, poiché la Costituzione privava i nobili ungheresi e soprattutto l'Ungheria in sé dei suoi antichi privilegi (rimasti intatti dal medioevo), facendola diventare una semplice regione dell'Impero. La guida dell'esercito venne tolta a Windisch-Graetz e venne affidata al generale Wesel, che assieme a Jellacic marciò su Pest, subendo però gravi sconfitte, che portarono le forze imperiali in svantaggio.
L'Austria però come membro della Santa Alleanza, poteva chiedere aiuto a Russia e Prussia, ma poiché la Prussia era anch'essa impegnata a sopprimere ribellioni in Sassonia e nel Baden, il neo-Imperatore Francesco Giuseppe, incoronato in seguito all'abdicazione dello zio Ferdinando, che a causa della sua malattia venne costretto a cedere il trono, chiese aiuto allo Zar di tutte le Russie, Nicola I, che accettò di avanzare verso la sponda sinistra del Danubio, annientando ben presto l'esigua resistenza dei quasi 40.000 uomini dell'esercito magiaro. L'esercito russo riuscì assieme agli austriaci che avanzavano da Ovest a sconfiggere l'Ungheria facendola diventare una semplice regione dell'Impero asburgico, ristabilendo così la pace.